# Die gelben Ullstein-Bücher
Die gelben Ullstein-Bücher war die erfolgreichste Literaturbuchreihe der Weimarer Republik. Sie erschien von 1927 bis 1933 im Ullstein Verlag in Berlin.

## Geschichte
Der Zeitungsverlag Ullstein verlegte seit 1904 auch Bücher, teilweise in verschiedenen Reihen.
Dabei gab es eine billige Buchreihe Ullstein-Bücher im roten Einband für je eine Reichsmark (seit 1910) und eine teurere Reihe Ullstein-Bücher für 3 RM (später 4 RM).
1927 wurde die Reihe Die gelben Ullstein-Bücher begründet, in der jedes Exemplar wieder nur eine Reichsmark kostete.
Dort wurden vor allem Unterhaltungsromane veröffentlicht, darunter auch Fortsetzungsromane aus den verschiedenen Ullstein-Zeitschriften und einige schon erschienene Bücher als billigere Neuauflage. 1928 wurden zumindest einzelne Bände auch teurer für 3 RM, in Leinen 4,50 RM verkauft.
Zu den bekanntesten Autoren gehörten Theodor Fontane (5 Romane), Heinrich Mann (Professor Unrat), Gerhart Hauptmann (Phantom), Edgar Wallace, Vladimir Nabokov, Clara Viebig und Vicki Baum. Ab 1931 gab es keine Werke von berühmteren Schriftstellern mehr. 1933 wurde die Reihe nach der Umstrukturierung des Ullstein Verlages eingestellt.

## Bände (Auswahl)
Es erschienen 169 Bände von 1927 bis 1933. Diese hatten ein gelbes Titelblatt, meist mit einer Illustration oder einem Foto und waren etwa 250 bis 310 Seiten lang. (Das Erscheinungsjahr wurde in vielen Büchern nicht angegeben.) Die Bände von 1927 bis 1929 sind weitgehend vollständig angegeben.
1927
- Maurice Dekobra, Fürst oder Clown, 1
- Peter Bolt, Die Braut Nr.68, 2
- Marie Eugenie Delle Grazie, Das Buch der Liebe, 3, Neuauflage von 1916
- Mary Roberts Rinehart, K. Der Roman eines Doppellebens, 4
- Ricarda Huch, Der Fall Deruga, 5, Neuauflage von 1917
- Catherina Godwin, Das Hotel der Erfüllung, 6
- Friedrich Werner van Oestéren, Frau Petra und ihre Töchter, 7
- Fedor von Zobeltitz, Die Ruferin, 8
- Hermann Lint [= Hermann Levy], Horizont der Liebe, 9
- Paul Keller, Die Heimat, 10
- Sven von Müller, Die gestohlene Braut, 11
- Ludwig Wolff, Der Sohn des Hannibal, 12
- Sling [Paul Schlesinger], Tausch im Ring, 13 (Gerichtsreporter)
- Lajos Biró, Das Haus Molitor, 14
- Anna Elisabet Weirauch, Tina und die Tänzerin, 15
- Paul Oskar Höcker, Das flammende Kätchen, 16
- Ernst Weiß, Die Galeere, 17
- Fred Andreas, Die Flucht ins Dunkle, 18

1928
- Gaston Leroux, Das Geheimnis des Opernhauses

- Ida Boy-Ed, Ein Augenblick im Paradies
- Vicki Baum, Hell in Frauensee. Ein heiterer Roman von Liebe und Hunger
- Gina Kaus, Die Verliebten
- Carl Rössler, Wellen des Eros, Roman
- Suzanne Lenglen, Spiel um Liebe. Der Roman einer Tennismeisterin, mit Anna Drawe (Illustrationen?)
- Ludwig Kapeller, Staatsanwalt Niedorf
- Ludwig Kapeller, Die Flucht des Florian Fabian
- Elizabeth von Arnim, Urlaub von der Ehe
- Grazia Deledda, Lia und die Männer
- Alfred Walter Stewart, Das verschwundene Kleinod
- Edmund C. Bentley, Der Sprung durchs Fenster

- Edmund Sabott, Jan Fock, der Millionär
- Alfred Schirokauer, Die Frau von gestern und morgen
- Fedor von Zobeltitz, Die Erben von Groß-Quirlitz
- Max Mohr, Venus in den Fischen
- Werner Scheff, Zwei Frauen – zwei Welten
- Fred Andreas, Die Sache mit Schorrsiegel
- Otto Flake, Die Simona

- Erich Wulffen, Der Mann mit den sieben Masken, Roman
- Ludwig Wolff, Garragan, Roman, vorher Fortsetzungsroman in der Berliner Illustrirten Zeitung
- George Froeschel, Der Schlüsdel zur Macht
- Henry Baerlein, Mariposa
- Wilhelm Speyer, Frau von Hanka
- Paul Frank, Der Scheck auf die Million
- Paul Oskar Höcker, Die Sonne von St. Moritz
- Hans Hyan, Feuer!
- Walther Kleffel, Die Zeppelin-Fahrt

1929
- Theodor Fontane, Effi Briest
- Theodor Fontane, Irrungen, Wirrungen
- Theodor Fontane, Stine. Die Poggenpuhls, Roman, Neuauflage von 1903
- Theodor Fontane, Frau Jenny Treibel

- Claire Goll, Der Neger Jupiter raubt Europa, 80
- Thea von Harbou, Die nach uns kommen

- Vladimir Nabokov, Sie kommt – kommt sie?
- Clara Viebig, Das Weiberdorf
- Ludwig Thoma, Der Postsekretär im Himmel und andere Geschichten
- Ludwig Thoma, Krawall und andere Geschichten
- Peter Rosegger, Die Försterbuben

- Norbert Jacques, Dr. Mabuse, der Spieler
- André Birabeau, Sein einziges Abenteuer
- Eden Phillpotts, Ringrose hört eine Stimme
- Arthur H. Mills, Liebe in Hongkong, 76
- Louis de Wohl, Punks kommt aus Amerika
- Gustav Frenssen, Der Untergang der Anna Hollmann
- Vicki Baum, Der Eingang zur Bühne, 55, Neuauflage, vorher 1920
- Ida Boy-Ed, Eine Frau wie du!

- Georg Hermann, Kubinke, Roman, neubearbeitete Ausgabe

- Anna Elisabet Weirauch, Ein Herr in den besten Jahren
- Gertrud Kurowski, Erring zahlt
- Paul Keller, Die alte Krone
- Franz Xaver Kappus, Sprung in den Luxuszug

- Sven Elvestad, Der Gast, der mit der Fähre kam
- Edward Phillips Oppenheim, Der verschwundene Kurier
- Frank Swinnerton, Ein kokettes Mädchen
- Pelham G. Wodehouse, Der schüchterne Junggeselle
- Alfred Schirokauer, Die unmögliche Liebe

- Paul Frank, Das Liebesschiff
- Rudolf Hans Bartsch, Die Geschichte von der Hannerl und ihren Liebhabern, neue durchgesehene Fassung
- Walther Harich, Die Drei um Edith
- Ernst Klein, Die tolle Herzogin
- Paul Altheer, Die dreizehn Katastrophen

- Heinz Hull, Mortelli

1930
- Heinrich Mann, Professor Unrat oder Das Ende eines Tyrannen, Roman Neuauflage
- Gerhart Hauptmann, Phantom, Roman, 1930, vorher Fortsetzungsroman in der Berliner Illustrirten Zeitung
- Edgar Wallace, Treffbube ist Trumpf
- Felix Hollaender, Die Kastellanin
- Vicki Baum, Die Tänze der Ina Raffay
- Friedrich Werner van Oestéren, Eine Miß kommt nach Berlin

- Margaret Kennedy, Die treue Nymphe
- Luigi Pirandello, Die Wandlungen des Mattia Pascal

- Edmund Sabott, Lix zwischen Brüdern
- Pierre MacOrlan, Dinah Miami
- A. C. Edington, Hardells letzte Großaufnahme

- Earl Derr Biggers, Junger Mann sucht Anschluß ...
- Jenő Heltai, Zimmer 111

- Katrin Holland, Man spricht über Jacqueline
- Liesbet Dill, Die verschlossene Tür
- Louis de Wohl, Um weißes Gift
- Franz Maria Hickmann, Sergeant Flips
- Fred Andreas, Prozeß Gregor Kaska
- Werner Scheff, Ursel sucht Europa
- Hans Rudolf Berndorff, Dr. Schall jagt nach Gift
- Franz Xaver Kappus, Eine Nacht vor vielen Jahren
- Ernst Martin, Heute muß die Entscheidung fallen

1931
- Waldemar Bonsels, Warterlun. Der Niedergang eines Geschlechts, Roman
- Felix Salten, Martin Overbeck, 119
- Felix Hollaender, Salomons Schwiegertochter

- Iven George Heilbut, Frühling in Berlin, Roman
- Franz Xaver Kappus, Der Hamlet von Laibach. Theaterroman

1932
- Hermann Levy, Die Oase, Roman